# Dam (kortspel)
Dam är ett kortspel som går ut på att bli av med korten på handen och att undvika att bli sittande med spader dam vid spelets slut. Spelet är känt också under namnen Svarta Maja, spaderdam och Maja.
Spelarna får i given sex kort var, och de återstående korten bildar en talong, från vilken spelarna kompletterar sina händer under spelets gång. Den som är i tur att spela ut lägger upp ett valfritt antal kort i en och samma färg. Nästa spelare ska försöka sticka över, det vill säga matcha dessa kort med högre kort i samma färg eller spela trumf. Lyckas detta vänds korten bort och utgår ut spelet. De kort som inte gått att sticka över får spelaren ta upp på hand. En spelare som kunnat sticka över alla kort får göra nästa utspel. Om spelaren varit tvungen att ta upp kort på hand blir det i stället nästa spelare som får spela ut.
Spader dam, benämnd Svarta Maja eller Maja, är spelets viktigaste kort. Det kan inte användas för att sticka över med och kan heller inte stickas över av något annat kort. En utlagd spader dam måste tas upp på hand men får användas som utspelskort vid ett senare tillfälle.
Mot slutet av partiet blir deltagarna en efter en av med alla sina kort och utgår ur spelet. Den som är sist kvar sitter med spader dam på handen och har förlorat.
Namnet Svarta Maja används också om kortspelet Svarta Maria. Svarta Maja kan dessutom vara en namnvariant till Svarte Petter.